# Allen County (Indiana)
Allen County is een county in de Amerikaanse staat Indiana.
De county heeft een landoppervlakte van 1.702 km² en telt 331.849 inwoners (volkstelling 2000). De hoofdplaats is Fort Wayne.

## Bevolkingsontwikkeling

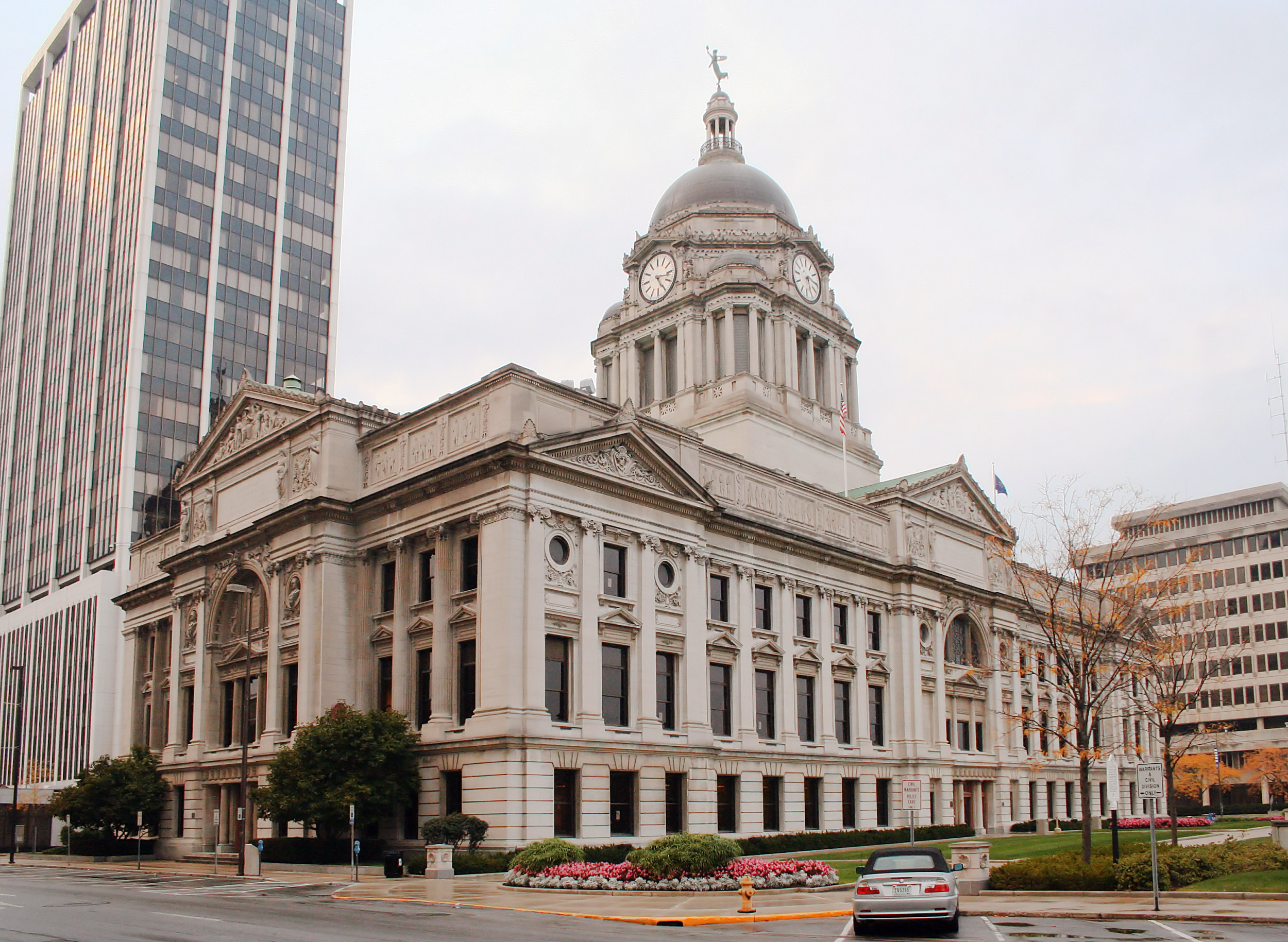
Allen County Courthouse